# 绿叶甲属
绿叶甲属（学名：Chrysochares），也称绿肖叶甲属，为金花虫科的一个属。

## 下属物种
本属包括以下物种：
- 罗布麻绿叶甲 Chrysochares aeneocupreus Chen
- 大绿肖叶甲 Chrysochares asiaticus Pallas,1771
- 罗布麻绿肖叶甲 Chrysochares punctatus Gebler,1845